# John Francis Wade
Sir John Francis Wade (ur. ok. 1711 w Anglii lub w Douai we Francji, zm. 16 sierpnia 1786 w Douai) – angielski kompozytor, znany dzięki pierwszej publikacji hymnu bożonarodzeniowego Adeste Fideles.

## Życiorys
Nie ma pewnych źródeł mogących wyjaśnić wątpliwości odnośnie do miejsca urodzin Wade'a. Przypuszcza się, iż kompozytor przyszedł na świat w Wielkiej Brytanii. Po II powstaniu jakobickim osiadł w Douai w regionie Nord-Pas-de-Calais. Będąc katolikiem musiał z innymi wiernymi Stolicy Apostolskiej szukać do końca życia schronienia we Francji. Wade uczył muzyki w szkole angielskiej w Douai. Tworzył muzykę kościelną. W 1751 opublikował zbiór pieśni Cantus diversi, w którym znalazł się hymn Adeste fideles.
Wade przyjaźnił się z innymi kompozytorami katolickimi, jak Thomas Arne czy Samuel Webbe.